# 홋타 마사타카
홋타 마사타카(堀田正高)는 시모쓰케 사노번주, 오미 가타타 번 초대 번주를 지냈다. 사노 번 홋타 분가 초대 당주.
| 전임 막부령(사노 노부요시) | 사노번 번주 (홋타가) 1684년 ~ 1698년 | 후임 막부령(홋타 마사아쓰) |

|  | 제1대 가타타 번 번주 (홋타가) 1698년 ~ 1722년 | 후임 홋타 마사미네 |